# Neolentiporus
Neolentiporus is een monotypisch geslacht van schimmels behorend tot de familie Fomitopsidaceae. Het geslacht bevat alleen Neolentiporus squamosellus. Het geslacht is beschreven door Mario Rajchenberg en voor het eerst geldig gepubliceerd in 1995.